# Домевр-ан-Э
Доме́вр-ан-Э (фр. Domèvre-en-Haye) — коммуна во французском департаменте Мёрт и Мозель региона Лотарингия. Является центром одноимённого кантона.	

## География
Домевр-ан-Э расположен в 24 км к северо-западу от Нанси. Соседние коммуны: Мартенкур на севере, Рожевиль на востоке, Трамблекур на юге, Минорвиль на западе, Манонвиль на северо-западе. Старинная деревня виноделов.

## История
- На территории коммуны находятся следы галлороманской культуры.

## Демография
Население коммуны на 2010 год составляло 446 человек.
| 1962 | 1968 | 1975 | 1982 | 1990 | 1999 | 2010 |
| ---- | ---- | ---- | ---- | ---- | ---- | ---- |
| 218  | 193  | 178  | 276  | 312  | 353  | 446  |

## Достопримечательности
- Церковь XVIII века, построена в романском стиле.